# Les Georges Leningrad
Les Georges Leningrad  fue una banda canadiense de rock formada en 1999 y disuelta en junio de 2007, El grupo se caracterizaba por tener un sonido parecido al noise rock, en la cual también sonidos y influencias del punk rock, post-punk, rock alternativo e incluso del garage rock y la electrónica en un estilo vanguardista y experimental. La vocalista Poney P se caracterizaba por tener una voz de forma ruidosa y estruendosa.
A pesar de que Les Georges Leningrad nunca quiso estar en el éxito comercial, hoy en día el grupo se mantiene en un estatus de culto en su música y experimentación y los seguidores de culto buscan material en físico del grupo.
El grupo mayormente tenían máscaras y vestuarios extravagantes en sus presentaciones, y el periódico Montreal Mirror catalogaron al grupo como "el acto local mas extraño" de presenciar.
El grupo cito a The Residents como una de sus mayores influencias, a pesar de que tuvieron otras por parte de los miembros del grupo.

## Integrantes

### Exintegrantes
- Poney P - vocal (1999 - 2007)
- Mingo L'Indien - guitarra, teclados (? - ?)
- Bobo Boutin - batería (? - ?)
- Toundra LaLouve - bajo (? - ?)

## Discografía

### Álbumes de estudio
- 2002: "Deux Hot Dogs Moutarde Chou" (Alien8 Recordings, Blow The Fuse Records, Les Records Coco Cognac)
- 2004: "Sur les Traces de Black Eskimo" (Alien8 Recordings)
- 2006: "Sangue Puro" (Tomlab)

### EPs
- 2001: "Made in Taiwan"
- 2005: "Supa Doopa Remix"

## Galería
|                       |
| La vocalista Poney P. |